# Ökoton

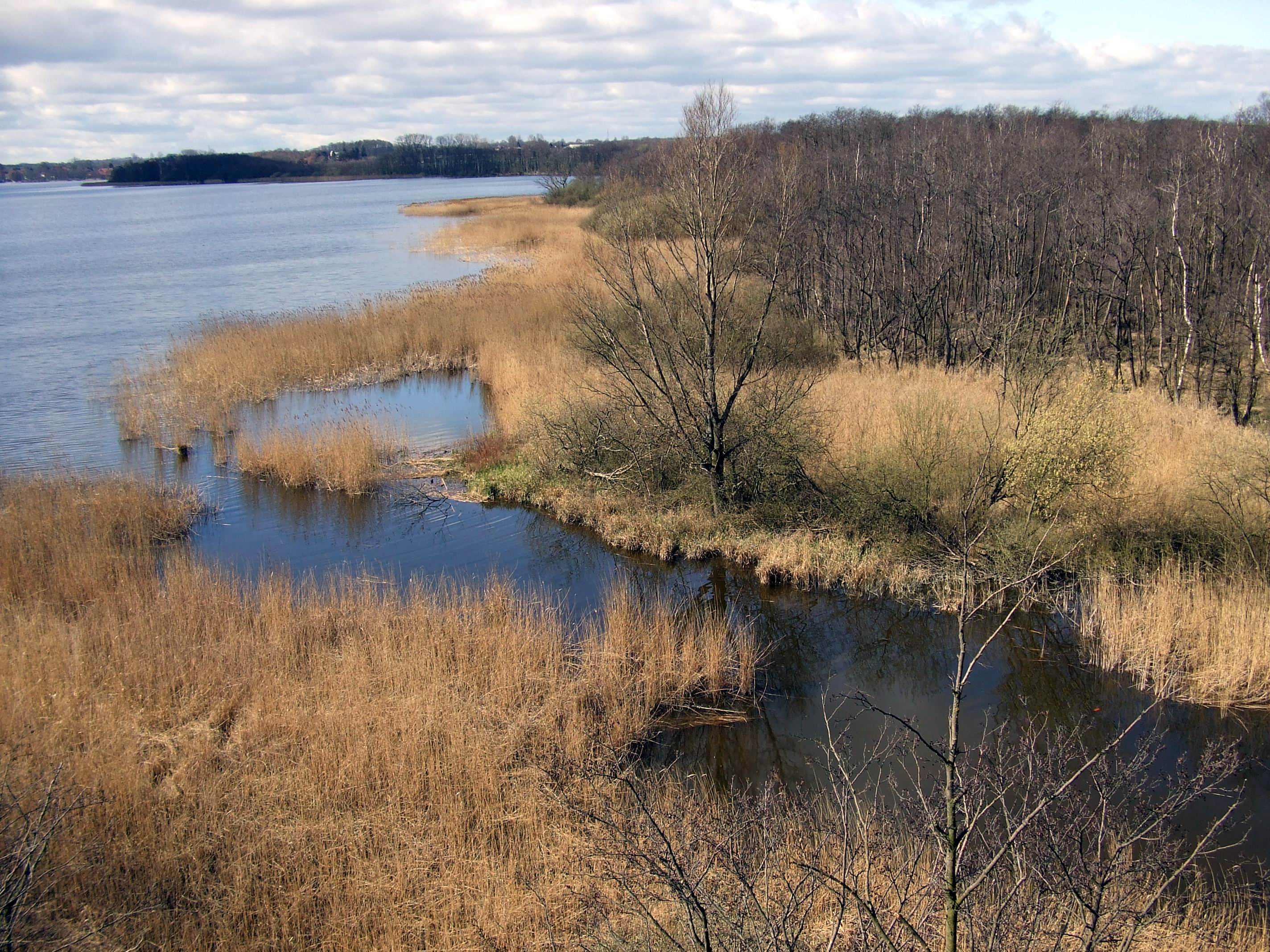
A nádasok a tóparti ökotonok gyakori formái. A nádasokban felgyűlik a szerves anyag, majd megjelennek benne a fák, a nádast a tó belseje felé szorítva

Az ökoton (görög öko, az ökológiából + tonosz, feszültség) két társulás, ökorégió határán kialakuló zóna. Az ökotonban a két társulás tagjai mellé egyes csak a határzónában előforduló fajok is társulnak.
A tájökológiában a különböző területhasználati típusokat elválasztó szegélyzónákat nevezik ökotonnak.